# Tiro ai Giochi della XVI Olimpiade - Fossa olimpica
La competizione della fossa olimpica di tiro a volo ai Giochi della XVI Olimpiade si è svolta nei giorni dal 29 novembre al 1º dicembre al RAAF Williams Laverton Base a Melbourne.

## Risultato
| Pos.    | Atleta             | Nazione          | Serie da 25 piattelli | Serie da 25 piattelli | Serie da 25 piattelli | Serie da 25 piattelli | Serie da 25 piattelli | Serie da 25 piattelli | Serie da 25 piattelli | Serie da 25 piattelli | Totale | SO |
| Pos.    | Atleta             | Nazione          | I                     | II                    | III                   | IV                    | V                     | VI                    | VII                   | VIII                  | Totale | SO |
| ------- | ------------------ | ---------------- | --------------------- | --------------------- | --------------------- | --------------------- | --------------------- | --------------------- | --------------------- | --------------------- | ------ | -- |
| Oro     | Galliano Rossini   | Italia           | 24                    | 25                    | 25                    | 24                    | 24                    | 23                    | 25                    | 25                    | 195    |    |
| Argento | Adam Smelczyński   | Polonia          | 23                    | 24                    | 23                    | 24                    | 24                    | 25                    | 24                    | 23                    | 190    |    |
| Bronzo  | Alessandro Ciceri  | Italia           | 24                    | 23                    | 24                    | 21                    | 24                    | 24                    | 23                    | 25                    | 188    | 24 |
| 4       | Nikolay Mogilevsky | Unione Sovietica | 23                    | 25                    | 25                    | 25                    | 24                    | 21                    | 23                    | 22                    | 188    | 23 |
| 5       | Yury Nikandrov     | Unione Sovietica | 23                    | 23                    | 25                    | 24                    | 23                    | 24                    | 24                    | 22                    | 188    | 22 |
| 6       | František Čapek    | Cecoslovacchia   | 22                    | 23                    | 24                    | 23                    | 23                    | 23                    | 25                    | 24                    | 187    |    |
| 7       | Knut Holmqvist     | Svezia           | 23                    | 24                    | 20                    | 22                    | 21                    | 20                    | 24                    | 24                    | 178    |    |
| 8       | Hans Liljedahl     | Svezia           | 22                    | 23                    | 20                    | 22                    | 23                    | 20                    | 23                    | 24                    | 177    |    |
| 9       | John Bryant        | Australia        | 22                    | 22                    | 22                    | 24                    | 23                    | 17                    | 23                    | 23                    | 176    |    |
| 10      | Robert Pignard     | Francia          | 23                    | 22                    | 21                    | 22                    | 25                    | 17                    | 22                    | 24                    | 176    |    |
| 11      | Hans Aasnæs        | Norvegia         | 21                    | 19                    | 22                    | 22                    | 22                    | 23                    | 22                    | 25                    | 176    |    |
| 12      | Ioannis Koutsis    | Grecia           | 23                    | 22                    | 21                    | 25                    | 21                    | 20                    | 21                    | 22                    | 175    |    |
| 13      | Franco Mignini     | Venezuela        | 21                    | 20                    | 19                    | 22                    | 19                    | 25                    | 24                    | 22                    | 172    |    |
| 14      | Michel Prévost     | Francia          | 20                    | 22                    | 18                    | 24                    | 22                    | 24                    | 21                    | 20                    | 171    |    |
| 15      | Zygmunt Kiszkurno  | Polonia          | 21                    | 20                    | 20                    | 18                    | 24                    | 23                    | 23                    | 21                    | 170    |    |
| 16      | Juan Gindre        | Argentina        | 22                    | 23                    | 17                    | 22                    | 22                    | 20                    | 22                    | 22                    | 170    |    |
| 17      | Earl Caldwell      | Canada           | 17                    | 20                    | 23                    | 21                    | 23                    | 23                    | 22                    | 20                    | 169    |    |
| 18      | Joe Wheater        | Gran Bretagna    | 19                    | 25                    | 20                    | 20                    | 23                    | 19                    | 21                    | 21                    | 168    |    |
| 19      | Raúl Olivo         | Venezuela        | 21                    | 18                    | 21                    | 23                    | 20                    | 18                    | 22                    | 22                    | 165    |    |
| 20      | Clement Mudford    | Australia        | 22                    | 21                    | 17                    | 24                    | 20                    | 16                    | 21                    | 23                    | 164    |    |
| 21      | Ernest Fear        | Gran Bretagna    | 22                    | 19                    | 16                    | 21                    | 22                    | 19                    | 20                    | 23                    | 162    |    |
| 22      | William Peters     | Colombia         | 19                    | 19                    | 15                    | 20                    | 22                    | 17                    | 20                    | 23                    | 155    |    |
| 23      | Tokusaburo Iwata   | Giappone         | 20                    | 19                    | 18                    | 23                    | 16                    | 21                    | 16                    | 22                    | 155    |    |
| 24      | Enrique Beech      | Filippine        | 17                    | 19                    | 18                    | 20                    | 19                    | 15                    | 23                    | 21                    | 152    |    |
| 25      | Igor Treybal       | Cecoslovacchia   | 22                    | 16                    | 17                    | 17                    | 17                    | 17                    | 23                    | 19                    | 148    |    |
| 26      | Federico Valle     | Porto Rico       | 18                    | 17                    | 19                    | 18                    | 22                    | 19                    | 19                    | 15                    | 147    |    |
| 27      | León Bozzi         | Argentina        | 21                    | 15                    | 21                    | 17                    | 20                    | 18                    | 20                    | 14                    | 146    |    |
| 28      | Moe Fu Kiat        | Malesia          | 22                    | 18                    | 19                    | 15                    | 17                    | 19                    | 19                    | 16                    | 145    |    |
| 29      | Liew Foh Sin       | Malesia          | 18                    | 15                    | 15                    | 16                    | 20                    | 16                    | 18                    | 22                    | 140    |    |
| 30      | Ujitoshi Konomi    | Giappone         | 16                    | 20                    | 14                    | 17                    | 15                    | 15                    | 22                    | 21                    | 140    |    |
| 31      | Fernando Jiménez   | Porto Rico       | 14                    | 14                    | 18                    | 15                    | 14                    | 20                    | 17                    | 14                    | 126    |    |
| 32      | Frank Opsal        | Canada           | 15                    | 15                    | 13                    | 16                    | 18                    | 15                    | 14                    | 12                    | 118    |    |